# Manolo Chinchón
Manuel Toledano Chinchón (Huelva, España, 1 de octubre de 1944), conocido como Manolo Chinchón, es un exfutbolista español que se desempeñaba como defensa.

## Clubes
| Club                          | País   | Año       |
| ----------------------------- | ------ | --------- |
| R. C. Recreativo de Huelva    | España | 1965-1966 |
| Real Racing Club de Santander | España | 1967-1979 |